# Ilse R. Wolff
Ilse R. Wolff (geboren als Ilse Zorek 25. März 1908 in Glatz, Schlesien; gestorben 26. Januar 2001 in London) war eine deutsch-englische Bibliothekarin und Verlegerin.

## Leben
Ilse Zorek war eine Tochter des Rudolf Zorek, der 1917 als Soldat an der Ostfront fiel, und der Martha Noher. Sie wuchs in Berlin auf. Ab 1933 bis zu ihrer Emigration arbeitete sie bei der Reichsvertretung der Juden in Deutschland, ab 1939 in London als Mitarbeiterin von Alfred Wiener, dem Gründer der Wiener Library. Von 1947 bis zu ihrem Ausscheiden 1966 leitete sie die Bibliothek und veröffentlichte deren Sachkataloge.
Zorek war in erster Ehe seit 1937 mit dem jüdischen Funktionär Ernst Gottfried Lowenthal verheiratet, sie flohen 1939 nach England. Die Ehe wurde 1954 geschieden, sie war danach mit dem Verleger Oswald Wolff (1897–1968) verheiratet.
Nach dem Tode ihres Mannes übernahm Ilse R. Wolff die Leitung des Oswald Wolff Verlages, der sich hauptsächlich mit Literatur, Geschichte, Kunst im deutschsprachigen Raum und Monographien über englisch-deutsche Beziehungen befasste.
Wolff war Mitglied des PEN Zentrums deutschsprachiger Autoren im Ausland.

## Veröffentlichungen
- The Wiener Library Catalogue Series:

- (Hrsg.): German Jewry. Its History, Life and Culture, London 1958
- (Hrsg.): Persecution and Resistance under the Nazis, 2. Auflage, London 1960
- (Hrsg.): After Hitler-Germany 1945 – 1963, London 1963
- (Hrsg.): From Weimar to Hitler-Germany 1918 – 1933, London 1964

- (Hrsg.): Doch die Sprache bleibt …: eine Prosa-Anthologie des PEN-Zentrums deutschsprachiger Autoren im Ausland, Bleicher, Gerlingen 1990